# Nationell plan för transportinfrastrukturen

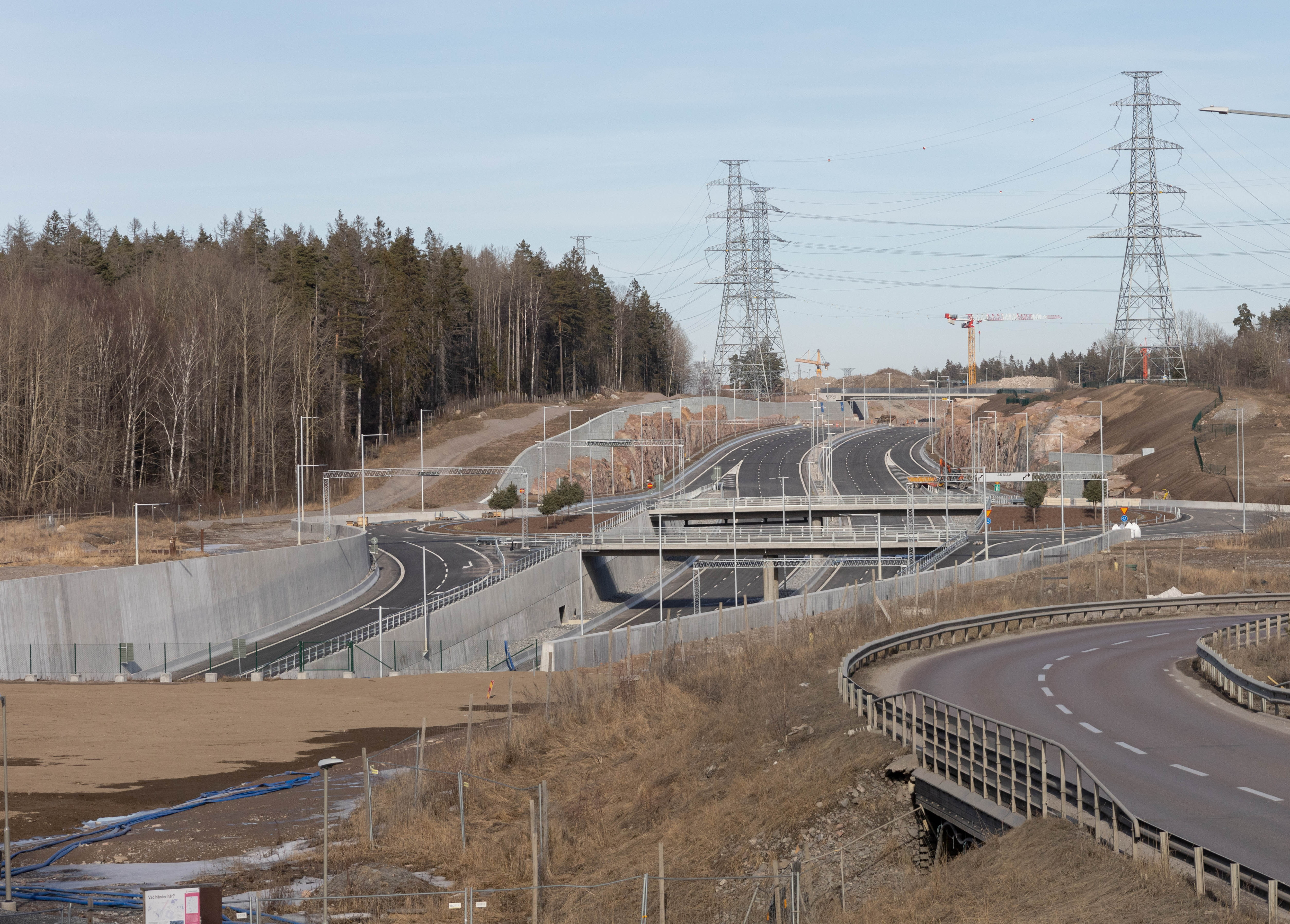
Trafikplats Akalla, del av vägprojektet Förbifart Stockholm som funnits med i samtliga nationella planer.

Nationell trafikslagsövergripande plan för transportinfrastrukturen, även känt enbart som Nationell plan för transportinfrastrukturen, är ett svenskt policydokument. Den reglerar hur resurser ska tilldelas för utveckling och upprätthållande av Sveriges transportinfrastruktur under en period av tolv år. Nationell plan för transportinfrastrukturen ersatte plan för stomjärnvägar och nationell väghållningsplan i och med att Förordning (2009:236) om en nationell plan för transportinfrastruktur trädde i kraft 14 april 2009. Planen togs fram och fastställdes för första gången 29 mars 2010 och gällde då för åren 2010–2021.

## Planens innehåll
Planering av åtgärder kan gälla alla trafikslag, vilket utöver landtransporter med motorfordon på väg och järnväg även inkluderar gång- och cykeltrafik. Planen hanterar även åtgärder för luftfart och sjöfart.
Planen pekar ut så kallade namngivna åtgärder, vilket är åtgärder som har en kostnad som överstiger 150 miljoner kronor. Detta har höjts från tidigare 50 miljoner och senare 100 miljoner kronor. Från och med infrastrukturproposition 2024 går åtgärder som har en kostnad under 150 miljoner kronor in under anslagen för trimnings- och miljöåtgärder. I planen ska det även framgå anslag till respektive länsplan som sedan varje region har att fördela enligt regionens egna prioriteringar.
Anslag fördelas utöver detta till stadsmiljöavtal som är statlig medfinansiering av investeringar i kommunala och regional infrastruktur med fokus på gång- och cykeltrafik, kollektivtrafik eller godstransporter. Inga nya stadsmiljöavtal beviljas från och med nationell plan 2026–2037 i och med infrastrukturproposition 2024.
Vid sidan av anslag för utveckling av transportinfrastrukturen innehåller planen anslag och inriktning för arbetet gällande underhåll av befintlig transportinfrastruktur.

## Process
En revidering av nationell plan sker från att regeringen ger ett uppdrag till Trafikverket om framtagande av ett inriktningsunderlag som ger förslag på inriktningen för nationell plan, samt förslag på ekonomisk ram som bör läggas fram till Riksdagen för fastställande i infrastrukturpropositionen. Regeringen lägger därefter fram ett förslag till Riksdagen om den ekonomiska ramen för nationell plan, och efter beslut i riksdagen ger regeringen ett uppdrag till Trafikverket att ta fram en ny nationell plan. Innan fastställande genomgår Trafikverkets förslag till nationell plan en bred remiss och fastställs efter detta av regeringen.

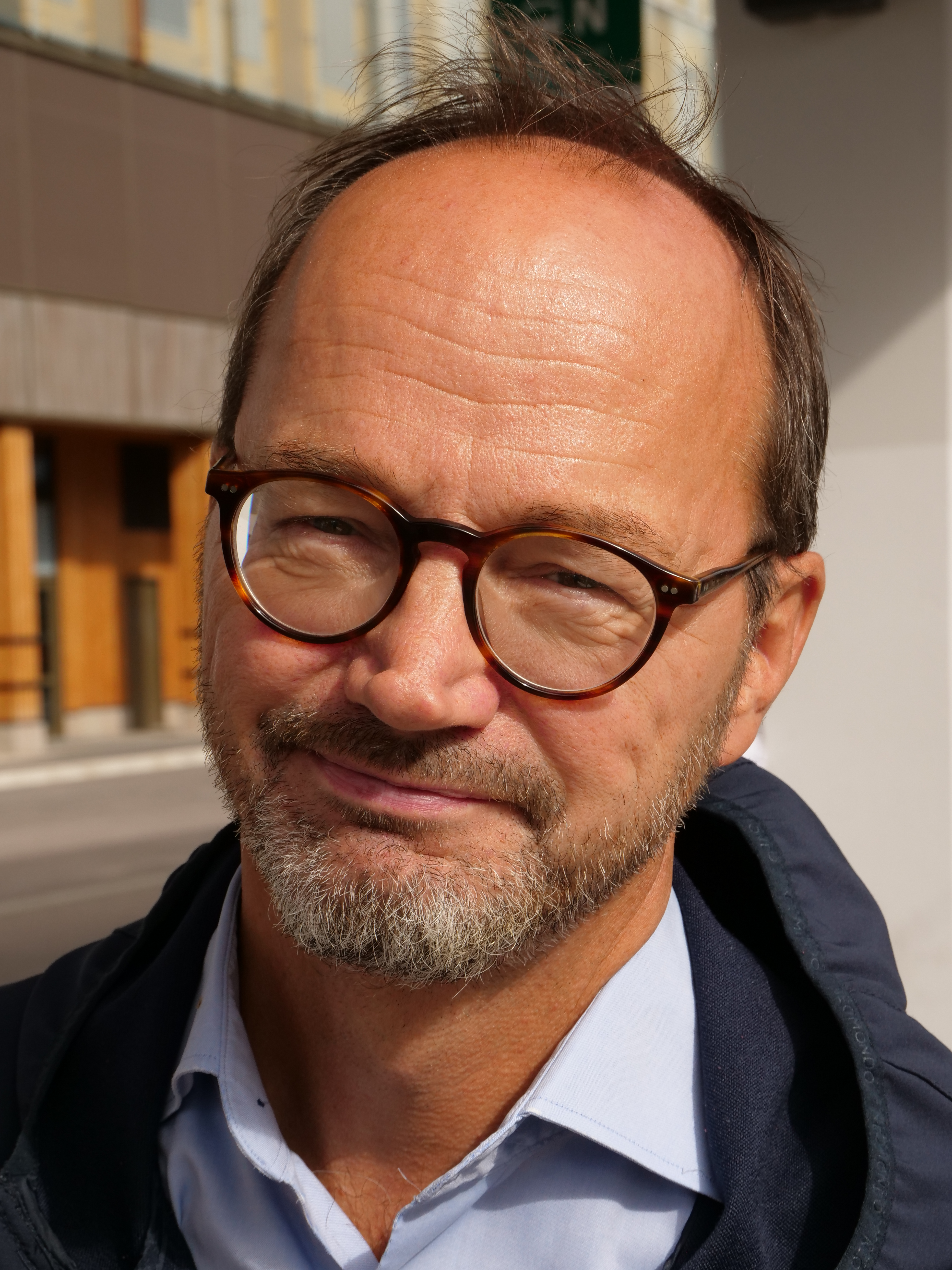
Tomas Eneroth, ansvarigt statsråd för fastställande av nationell plan för perioden 2022–2033.

| Tolvårsperiod | Fastställelsedatum | Regering             | Fastställd ekonomisk ram                   |
| ------------- | ------------------ | -------------------- | ------------------------------------------ |
| 2010–2021     | 29 mars 2010       | Regeringen Reinfeldt | 417 miljarder kronor (2009 års prisnivå)   |
| 2014–2025     | 3 april 2014       | Regeringen Reinfeldt | 522 miljarder kronor (2013 års prisnivå)   |
| 2018–2029     | 5 juni 2018        | Regeringen Löfven I  | 622,5 miljarder kronor (2017 års prisnivå) |
| 2022–2033     | 7 juni 2022        | Regeringen Andersson | 799 miljarder kronor (2021 års prisnivå)   |
| 2026–2037     | —                  | —                    | 1171 miljarder kronor (2025 års prisnivå)  |